# Церковь Вознесения Господня (Голубковское)
Церковь Вознесения Господня — православный храм в селе Голубковском Алапаевского района Свердловской области.
Решением № 535 Исполнительного комитета Свердловского областного Совета народных депутатов от 31 декабря 1987 года присвоен статус памятника архитектуры регионального значения. Объект культурного наследия народов РФ регионального значения.

## История
К приходу села относилось 8 деревень: Юдина, Бунькова, Боровая, Томшина, Рудная, Удинцева, Соколова, Мокина — чуть более 4000 жителей
.
Первое здание деревянного храма находилось в другой части села, по данным архивов, в 1806 году здание было очень маленьким и скупым. В том же году начато строительство капитального каменного однопрестольного здания в центральной части села. В 1821 году к северному фасаду пристроен придел во имя Архистратига Михаила, в 1872 году с южной стороны устроен предел во имя пророка Илии.
В 1892 году во время сильного сельского пожара пострадало и здание храма, часть архива и библиотеки. До 1897 года велись восстановительные работы. К причту относилось несколько домов в селе.

## Архитектура
Здание каменное, храмовый четверик в плане с полуовальным выступом апсиды, в западной части примыкает двухстолпная трапезная, ещё более обширная за счёт боковых приделов. Далее следует колокольня, слегка сдвинутая с общей оси; пристройки к её основанию неодинаковы по площади, но в целом образуют единый объём.
Четверик на уровне трапезной и алтаря расчленён широким поясом-карнизом, отделяющим подобие аттика. Венчается он четырёхгранным куполом с люкарнами и главкой, к барабану которой приставлены волютки. Апсида обработана пилястрами. Окна, кроме прорезных в аттике круглых, у всей постройки однотипны: плоская рамка с антаблементом и треугольным фронтончиком. Однако в храме она уступчая, а на трапезной — вытянутая. Колокольня четырёхгранная, массивная, ярус звона один.